# 业务支撑系统
业务支撑系统 (BSS) ，电话公司 或 电信运营商通过该系统能对用户执行相应业务操作。 业务支撑系统 和运营支撑系统OSS平台通常连接在一起提供各式的端到端的服务。各个区域都有相应独立的数据和服务功能。

## 业务支撑系统功能
业务支撑系统主要有以下几个方面功能： 

### 产品管理
产品管理支撑产品开发，产品销售管理，套餐服务定制和市场营销。产品管理通常包括提供跨产品优惠，价格定制和设置产品之间的关系。 

### 用户管理
服务提供商需要给用户提供统一的接口。通常需要通过客户关系管理系统CRM来支撑多层次跨系统的应用。用户管理也包含了合作伙伴管理和24x7 小时 网上营业厅系统。 通常认为用户管理系统是一种功能完备的客户关系管理系统CRM系统。它能够帮助客服单元能够更好地规范地管理用户。 

### 收入管理
收入管理是BSS在计费,收费，结算领域的应用， 它可以处理各种OSS业务，产品，套餐的组合。BSS收入管理支持OSS订单创建和合作伙伴结算。计费是BSS系统的一个必须的功能。 

### 订单管理
订单管理有以下功能。 
- 订单拆分

这个过程是将一个销售订单拆分成多个业务订单。比如，一个组合的销售订单包含了，固话，宽带，无线可以被拆分成三个子订单。每一个子订单有专门的服务开通系统来执行。然而各个子订单之间有依赖关系，比如宽带订单依赖于固话订单，只有当固话安装激活后才能执行。
- 订单组合

- 订单失败